# 콩고 왕국
콩고 왕국(콩고어: Kongo dya Ntotila, 혹은 콩고 군주국)은 1390년에서부터 1862년까지 독립국으로, 1862년부터 1914년까지는 포르투갈의 식민지로 존재한, 현재의 콩고 공화국과 콩고 민주 공화국, 가봉과 앙골라 카빈다주에 걸쳐 6세기 남짓(524년)을 존속하였던 전제군주제 국가였다. 수도는 오늘날 앙골라의 도시인 상사우바도르(포르투갈어: São Salvador)였다.
1914년 포르투갈 제국이 콩고 반란을 진압하면서 포르투갈 제국은 명목상의 군주제를 폐지했다. 1915년부터 1975년까지 실권이 없는 존칭으로 콩고 왕의 칭호가 복원되었다. 왕국의 나머지 영토는 각각 앙골라, 벨기에령 콩고, 카빈다 보호령에 동화되었다. 오늘날의 분두디아콩고 종파는 앙골라, 콩고 공화국, 콩고 민주 공화국으로부터의 분리를 통해 왕국을 부활시키는 것을 선호한다.

## 역사
초기 역사에 대한 구전은 16세기 후반에 처음으로 서면으로 기록되었고, 특히 17세기 중반에 카푸친 선교사 조반니 카바치 다 몬테쿠콜로가 쓴 것을 포함하여 상세한 기록이 있다. 역사적 상황에 따라, 재단에 대한 전통은 시간이 지남에 따라 바뀌었다.
1910년대에 음페텔로 보카와 리반 사칼라 보쿠가 키콩고에서 글을 쓰면서 구전에 대한 현대적 연구가 시작되었고 장 쿠벨리에와 조제프 드 멍크와 같은 Redemptorist 선교사들에 의해 확장되었다. 1934년, 쿠벨리에는 은쿠타마 아 음빌라자 마칸다에서 이러한 전통에 대한 키콩고어 요약본을 출판했다. 쿠블리에와 다른 학자들은 이러한 전통들이 콩고 역사의 가장 초기 시기에 적용되었다고 주장하지만, 그것들은 주로 마칸다 씨족의 지역 전통, 특히 1750년 이후의 시기와 관련이 있을 가능성이 더 높다.

### 왕국의 건국
1580년대 중반에 기록된 전승에 따르면, 콩고가 건국되기 전에, 콩고가 지배하게 될 지역은 결국 몇몇 작은 왕국들의 지배하에 있었다. 은둔디 왕국, 음반구 왕국, 음바타 왕국, 잉기시 강을 따라 동쪽에 위치한 은둔디 왕국, 그리고 완두 왕국의 남쪽에 위치한 곤고 왕국들을 명명했다. 중앙에는 음펨바가 있고, 콩고 강 남쪽 해안에는 소요와 음밤바가 있다.
17세기 콩고의 전통에 따르면, 콩고 왕국의 기원은 콩고 강 북쪽에 위치한 작은 정치국인 붕구(Vungu)였고, 콩고 강을 건너 남쪽으로 150마일 떨어진 곳에 위치한 음펨바 카시(Mpemba Kasi)라고 불리는 큰 왕국의 최북단 영토였다. 이 작은 왕국의 통치자들의 왕조가 콰이루 계곡을 따라 통치를 구축하거나, 냐 콰이루라고 불리는 것과 그 엘리트들이 그 중심부 근처에 묻힌다. 17세기의 전통은 이 신성한 매장지를 암시한다. 1650년부터 1652년까지 이 지역을 방문한 이탈리아의 카푸친 선교사 지롤라모 다 몬테사르치오에 따르면, 이 지역은 너무 신성해서 그것을 보는 것이 치명적이었다고 한다. 이 바위들은 적어도 15세기부터 시작된 광범위한 동굴과 바위 예술이 있는 로보의 험준한 고지일 것이다.
1375년경 음펨바 카시와 방구의 통치자 니미아 은지마가 이웃한 음바타 왕국의 통치자인 나사쿠 라우와 동맹을 맺었다. 니미아 은지마는 루케니 루안산제(루케니 루안산제)와 결혼했다. 이 동맹은 두 동맹국이 서로의 영토에서 동맹국의 혈통을 계승하는 데 도움이 될 것을 보장했다. 음바타 주(Mbata)는 콩고 민주 공화국과 앙골라 국경을 따라 동쪽으로 더 멀리 떨어진 곳에 위치한 주이다. 음바타는 콩고 왕의 할아버지인 '응카안디아 음메네 콩고'라는 칭호를 갖고 있었기 때문에 원래 동맹의 수석 파트너였을 것이다.
니미아 은지마와 루케니루아 은산제의 아들 루케니루아 니미 (1380년경-1420년경)는 콩고 왕국을 설립하는 확장을 시작했다. 니미아 루케니라는 이름은 나중에 구전에 등장했고 일부 현대 역사학자들, 특히 장 쿠벨리에가 그것을 대중화했다. 루케니루아 니미, 즉 니미아 루케니는 남쪽으로 확장하여 음펨바가 통치하는 땅으로 들어갔다. 그는 몽고디아콩고 산에 새로운 기지를 세우고 음펨바에게 충성하던 시장 마을의 통치자 므웨네 음팡갈라와 동맹을 맺었으며, 또한 그 땅의 서쪽에는 확실하지 않은 충성심이 있지만 유명한 성지가 있는 므웨네 카붕가와도 동맹을 맺었다. 2세기 후에 므웨네 카붕가의 후손들은 여전히 상징적으로 매년 열리는 축제에서 정복에 도전했다. 그는 음펨바의 또 다른 종속 통치자인 분다와 두 번째로 중요한 동맹을 맺으면서 이것을 더욱 발전시켰다. 음바타와의 동맹과 마찬가지로 이 동맹을 공고히 하기 위해 루케니루아 니미는 그가 왕국의 선거인이 되는 것을 허락했다.
니미아 루케니가 죽은 후, 루케니의 뒤를 이은 통치자들은 그의 칸다 또는 혈통과 관련이 있다고 주장했고, 킬루케니로 알려져 있었다.

## 같이 보기
- 콩고의 군주 목록
- 로앙고 군주국 (루앙구 왕국)
- 테케 소왕국 (안지쿠 소왕국)